# Leptaschema filarium
Leptaschema filarium är en skalbaggsart som först beskrevs av Fauvel 1906.  Leptaschema filarium ingår i släktet Leptaschema och familjen långhorningar. Inga underarter finns listade i Catalogue of Life.